# 973
Раннє Середньовіччя •  Епоха вікінгів •  Золота доба ісламу •  Реконкіста

## Геополітична ситуація
Візантію очолює Іоанн Цимісхій. Оттон II Рудий почав правити в Священній Римській імперії.
Західним Франкським королівством править, принаймні формально, Лотар.
Апеннінський півострів розділений між численними державами: північ належить Священній Римській імперії, середню частину займає Папська область, на південь від Римської області лежать невеликі незалежні герцогства, деякі області на півночі та на півдні належать Візантії, інші окупували сарацини. Південь Піренейського півострова займає Кордовський халіфат, у якому править Аль-Хакам II. Північну частину півострова займають королівство Астурія і королівство Галісія та королівство Леон, де править Раміро III.
Королівство Англія очолює Едгар Мирний.
У Київській Русі триває правління Ярополка Святославича. У Польщі править Мешко I. Перше Болгарське царство частково захоплене Візантією. У Хорватії править король Степан Држислав. Великим князем мадярів є Геза.
Аббасидський халіфат очолює аль-Муті, в Єгипті владу утримують Фатіміди, в Середній Азії — Саманіди. У Китаї продовжується правління династії Сун. Значними державами Індії є Пала, Пратіхара, Чола. В Японії триває період Хей'ан.

## Події
- Оттон I Великий провів рейхстаг у Кведлінбурзі, на який з'їхалися представники численних правителів Європи.
- Імператором Священної Римської імперії після смерті Оттона I Великого став його син Оттон II Рудий.
- Святий Дунстан нарешті згодився коронувати Едгара Мирного, який правив з 958 року, королем Англії. На церемонії королю присягнули на вірність 6 правителів Шотландії та Уельсу.
- Фатіміди перенесли свою столицю в Каїр. В Іфрикії почалося правління Зірідів.
- Розпочався понтифікат Бенедикта VI.

## Померли
- 7 травня — Оттон I, перший імператор (з 962) Священної Римської Імперії